# Thorngumbald
Thorngumbald är en ort och civil parish i Storbritannien.   Den ligger i kommunen East Riding of Yorkshire och riksdelen England, i den sydöstra delen av landet, 250 km norr om huvudstaden London. Thorngumbald ligger 6 meter över havet och antalet invånare är 2 853.
Terrängen runt Thorngumbald är mycket platt. Havet är nära Thorngumbald åt sydväst.  Närmaste större samhälle är Kingston upon Hull, 11,1 km väster om Thorngumbald.